# Sinularia halversoni
Sinularia halversoni is een zachte koraalsoort uit de familie Alcyoniidae. De koraalsoort komt uit het geslacht Sinularia. Sinularia halversoni werd in 1974 voor het eerst wetenschappelijk beschreven door Verseveldt. 